# 小田急ハウジング
株式会社小田急ハウジング（おだきゅうハウジング）は、小田急グループのなかの1社で、建設不動産部門の子会社。
小田急ポイントサービスの加盟店。

## 事業
注文住宅・分譲住宅の請負・個人リフォーム・法人リフォーム・ビル及びマンション管理などを行う。小田急沿線上に2箇所のモデルハウス（新百合ヶ丘（栗平）・世田谷区（梅ヶ丘））と、5箇所のリフォーム店舗（成城・新百合ヶ丘・栗平・町田・厚木）を展開している。

## 事業所
- 住宅リフォーム部
- 注文住宅部
- 建売住宅部
- マンション管理部
- ビル管理部
- 施設工事部